# Krążowniki typu Bahia
Krążowniki typu Bahia – typ dwóch krążowników brazylijskich zbudowanych na początku XX wieku w Wielkiej Brytanii, pozostających w służbie Marynarki Brazylii podczas obu wojen światowych. Oryginalnie określane jako krążowniki zwiadowcze, później jako krążowniki lekkie, z konstrukcyjnego punktu widzenia stanowiły krążowniki pancernopokładowe.
Wyporność normalna okrętów wynosiła około 3100 ton. Ich główne uzbrojenie stanowiło dziesięć pojedynczych dział kalibru 120 mm uzupełnione przez lżejszą artylerię oraz wyrzutnie torpedowe. Napędzały je turbiny parowe, pozwalające na osiąganie prędkości 27–28 węzłów. 

## Historia
Marynarka Brazylii w 1904 roku przyjęła duży program budowy okrętów, mający doprowadzić do odnowienia jej składu poprzez zakupy nowoczesnych okrętów w Europie. Włączono do niego między innymi dwa szybkie krążowniki, określane w terminologii brytyjskiej jako krążowniki zwiadowcze (scout cruisers). Ich budowę zamówiono w maju 1907 roku w znanej z budowy krążowników brytyjskiej stoczni Armstrong w Elswick (dzielnicy Newcastle upon Tyne), a maszyny dla nich wykonała firma Vickers. Projekt pod względem architektury wywodził się z krążownika 3 klasy „Amethyst”, z podwyższonym pokładem dziobowym i rufowym, z zastosowaniem linii kadłuba nowszych krążowników zwiadowczych typu Adventure budowanych w tej stoczni dla marynarki brytyjskiej. W stosunku do typu Adventure istotną zmianą było zastąpienie maszyn parowych przez turbiny parowe, napędzające trzy śruby (układ taki testowano po raz pierwszy na „Amethyst”). Od brytyjskich krążowników typ Bahia odróżniał też początkowo układ dwukominowy.
Stępkę pod budowę obu krążowników położono równolegle w sierpniu 1907 roku, wodowano je na początku 1909 roku, a weszły do służby w 1910 roku. Na próbach, w stanie lekkim, oba krążowniki przekroczyły prędkość 27 węzłów, co czyniło je w tym czasie najszybszymi krążownikami na świecie. Cena okrętów wynosiła po 328 500 funtów szterlingów.
| Nazwa             | położenie stępki | wodowanie    | wejście do służby | los                  |
| ----------------- | ---------------- | ------------ | ----------------- | -------------------- |
| Bahia             | 19. 08. 1907     | 20. 01. 1909 | 02. 03. 1910      | zatonął 4. 07. 1945  |
| Rio Grande do Sul | 30. 08. 1907     | 20. 04. 1909 | 14. 05. 1910      | wycofany 8. 06. 1948 |

## Opis

### Architektura i konstrukcja

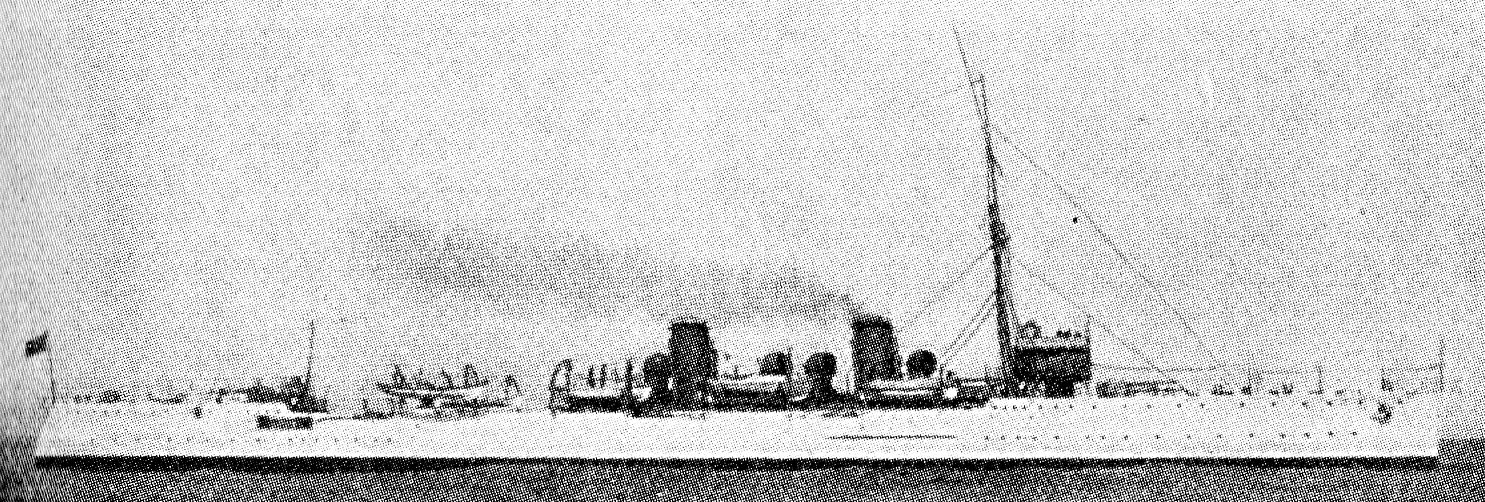
Sylwetka „Bahii” po wejściu do służby, przed I wojną światową

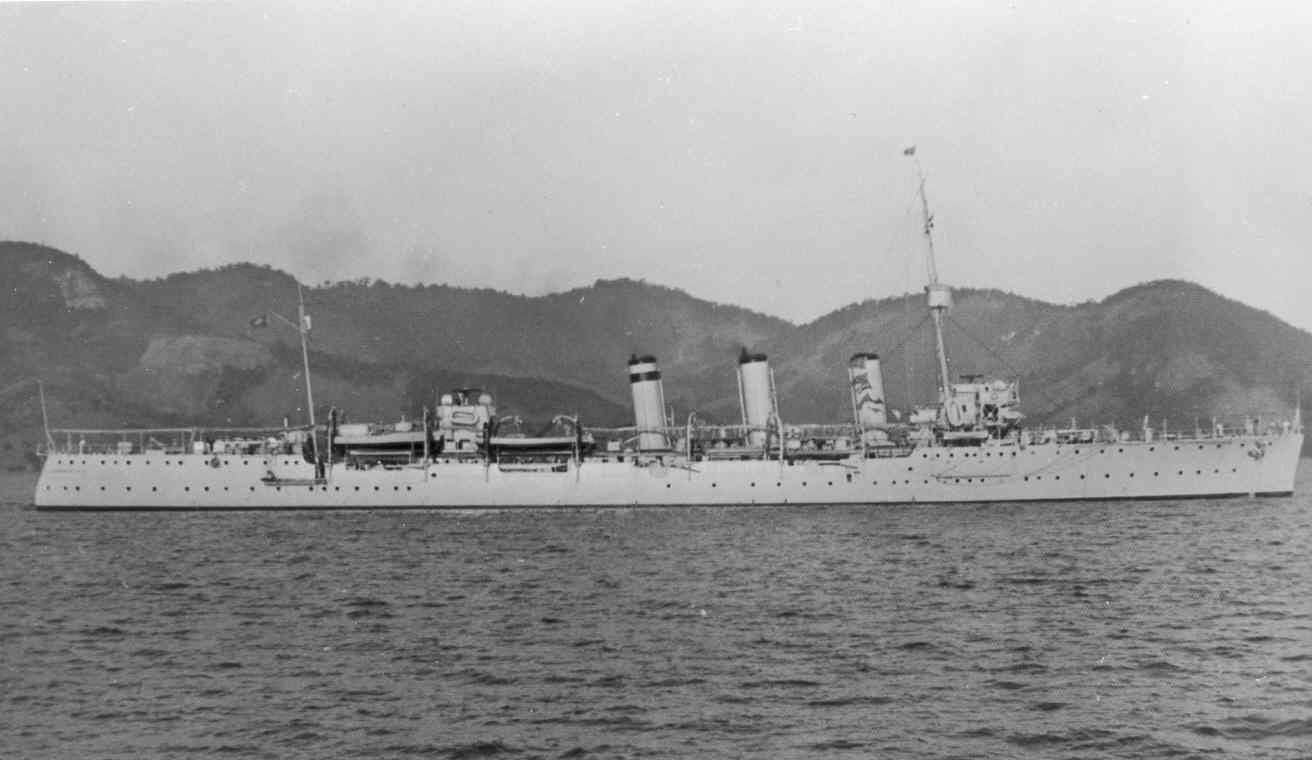
Sylwetka „Rio Grande do Sul” po modernizacji, podczas II wojny światowej

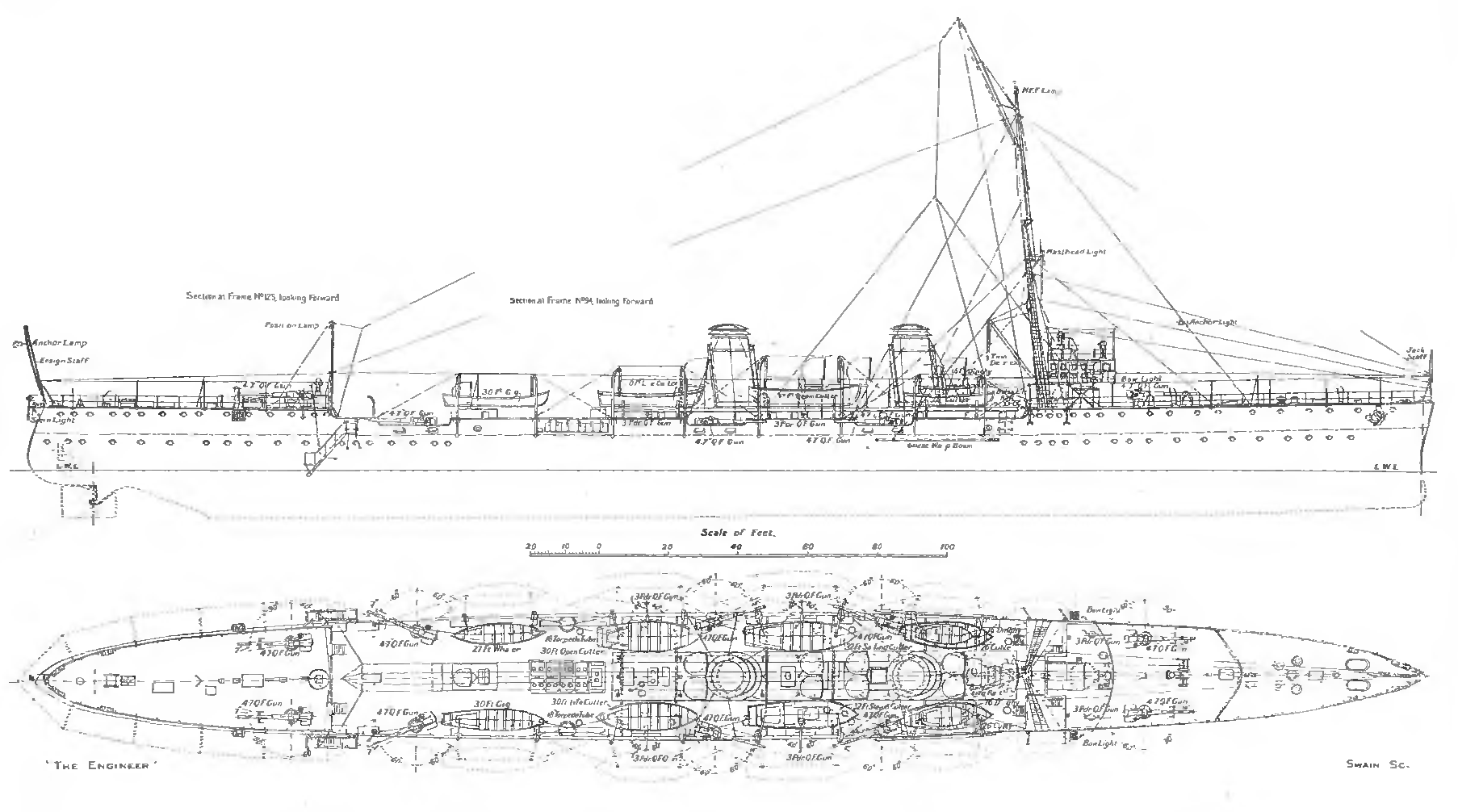
Rysunek

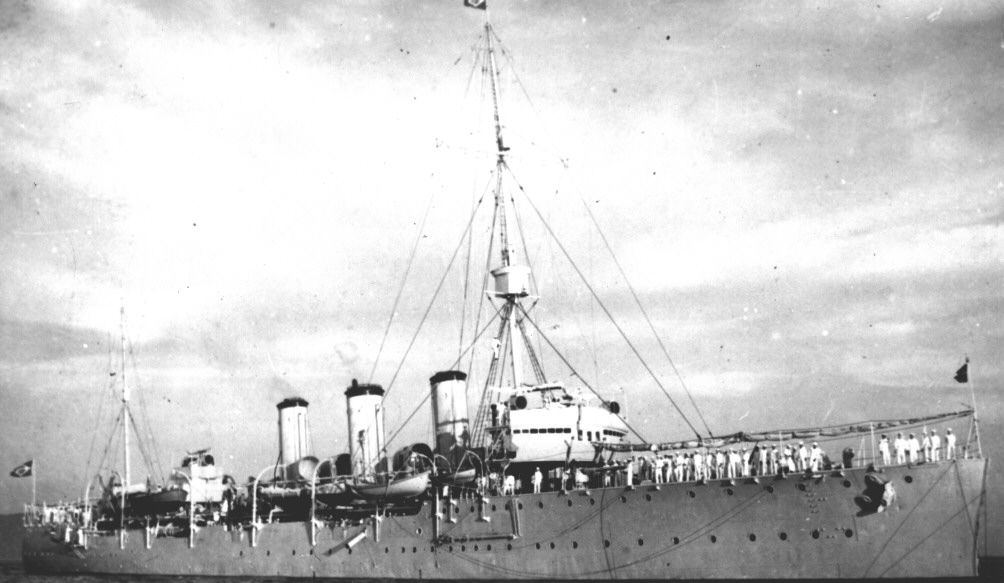
„Bahia” po modernizacji z lat 1925–26

Okręty miały charakterystyczną architekturę kadłuba dla niewielkich krążowników budowy brytyjskiej przełomu XIX i XX wieku, z podniesionym zarówno pokładem dziobowym jak i rufowym. Na śródokręciu burty były niższe, lecz podwyższone nadburcia, sięgające prawie do poziomu pokładu dziobowego i rufowego, sprawiały wrażenie konstrukcji gładkopokładowej. Dziobnica była sierpowa, lekko wygięta, stewa rufowa schodziła do wody. Spaliny z kotłów odprowadzane były pierwotnie przed dwa niewysokie, pochylone, szeroko rozstawione kominy. Po modernizacji z 1925–26 roku okręty miały trzy wysokie pochylone kominy. Minimalistyczna nadbudówka dziobowa z mostkiem była dwukondygnacyjna. Po modernizacji poszerzono nadbudówkę dziobową i dodano niewielką nadbudówkę rufową. Sylwetkę uzupełniał pochylony palowy maszt dziobowy za nadbudówką i szczątkowy maszt rufowy. 
Wyporność normalna okrętów była określona na 3100 ts (ton angielskich). W 1939 roku wyporność standardowa wynosiła 2885 ton, a pełna 3150 ton. Długość całkowita wynosiła 122,37 m, a między pionami 115,8 m. Szerokość wynosiła 11,88 m. Zanurzenie średnie wynosiło 4,4 m; w publikacjach podawane są także wartości zanurzenia 4,15 m i 4,75 m.
Załoga liczyła 320–357 osób.

### Uzbrojenie
Uzbrojenie główne stanowiło 10 pojedynczych szybkostrzelnych dział kalibru 120 mm Armstronga o długości lufy L/50 (50 kalibrów). Rozmieszczone były symetrycznie po obu burtach, w tym dwa obok siebie na pokładzie dziobowym i rufowym oraz po trzy na każdej z burt na pokładzie górnym na śródokręciu. Dzięki takiemu rozmieszczeniu praktycznie w każdym kierunku mogło strzelać pięć dział, tyle też stanowiło salwę burtową. Strzelały one pociskami o masie 20,43 kg.
Uzbrojenie uzupełniało początkowo sześć armat kalibru 47 mm (według różnych publikacji, Hotchkiss lub Vickers). Po modernizacji w latach 1925-26 zdjęto dwie z nich, natomiast dodano cztery armaty przeciwlotnicze kalibru 76 mm L/40. Podczas II wojny światowej część lżejszych dział zdjęto i dodano 6–8 pojedynczych działek automatycznych 20 mm Oerlikon.
Okręty były ponadto uzbrojone w dwie pojedyncze obrotowe wyrzutnie torpedowe kalibru 450 mm umieszczone na pokładzie na śródokręciu na każdej z burt. Po modernizacji w latach 1925-26 zastąpiono je przez cztery wyrzutnie kalibru 533 mm w dwóch podwójnych aparatach. Podczas II wojny światowej okręty otrzymały na rufie dwa miotacze bomb głębinowych dla bomb o masie 120 kg.

### Opancerzenie
Konsekwencją umiarkowanej wielkości i wysokiej szybkości było słabe opancerzenie okrętów. Zasadniczym elementem był typowy dla krążowników pancernopokładowych wewnętrzny pokład pancerny o grubości jedynie 19 mm w płaskiej części. Grubszy pancerz do 31 mm, lub według innych publikacji 51 mm, był tylko w niektórych miejscach na bocznych skosach, głównie w rejonie maszynowni. Artyleria nie była chroniona pancerzem ani maskami przeciwodłamkowymi. Ponadto wieża dowodzenia miała pancerz 76 mm.

### Napęd
Okręty napędzały turbiny parowe, poruszające trzy śruby. Początkowo miały one trzy zespoły turbin systemu Parsonsa (publikacje różnią się w kwestii, czy z przekładniami), przy czym niektóre źródła wskazują pięć turbin, z dwoma dodatkowymi turbinami prędkości ekonomicznej na zewnętrznych wałach. Parę dostarczało 10 kotłów typu Yarrow opalanych węglem. Projektowa moc siłowni wynosiła 18 000 shp, a prędkość maksymalna 26,5 węzła. Siłownia przekroczyła parametry projektowe i na próbach w lekkim stanie „Bahia” rozwinęła 27,02 węzła przy mocy 20 010 hp, a „Rio Grande do Sul” nawet 27,41 w przy mocy 22 830 hp. Normalny zapas węgla wynosił 150 ton, a maksymalny 650 ton. Zasięg przy prędkości 10 węzłów wynosił 3500 mil morskich, a przy 23,5 w – 1400 Mm.
W latach 1925–26 okrętom wymieniono siłownię na trzy zespoły turbin Brown-Curtiss z przekładniami i sześć kotłów Thornycroft opalanych paliwem płynnym. Moc siłowni wzrosła do 22 000 hp, a prędkość na próbach do 28,6 węzłów w przypadku „Bahii”. Zasięg wzrósł do 6600 Mm przy prędkości 10 w lub 2400 Mm przy 24 w.

## Służba

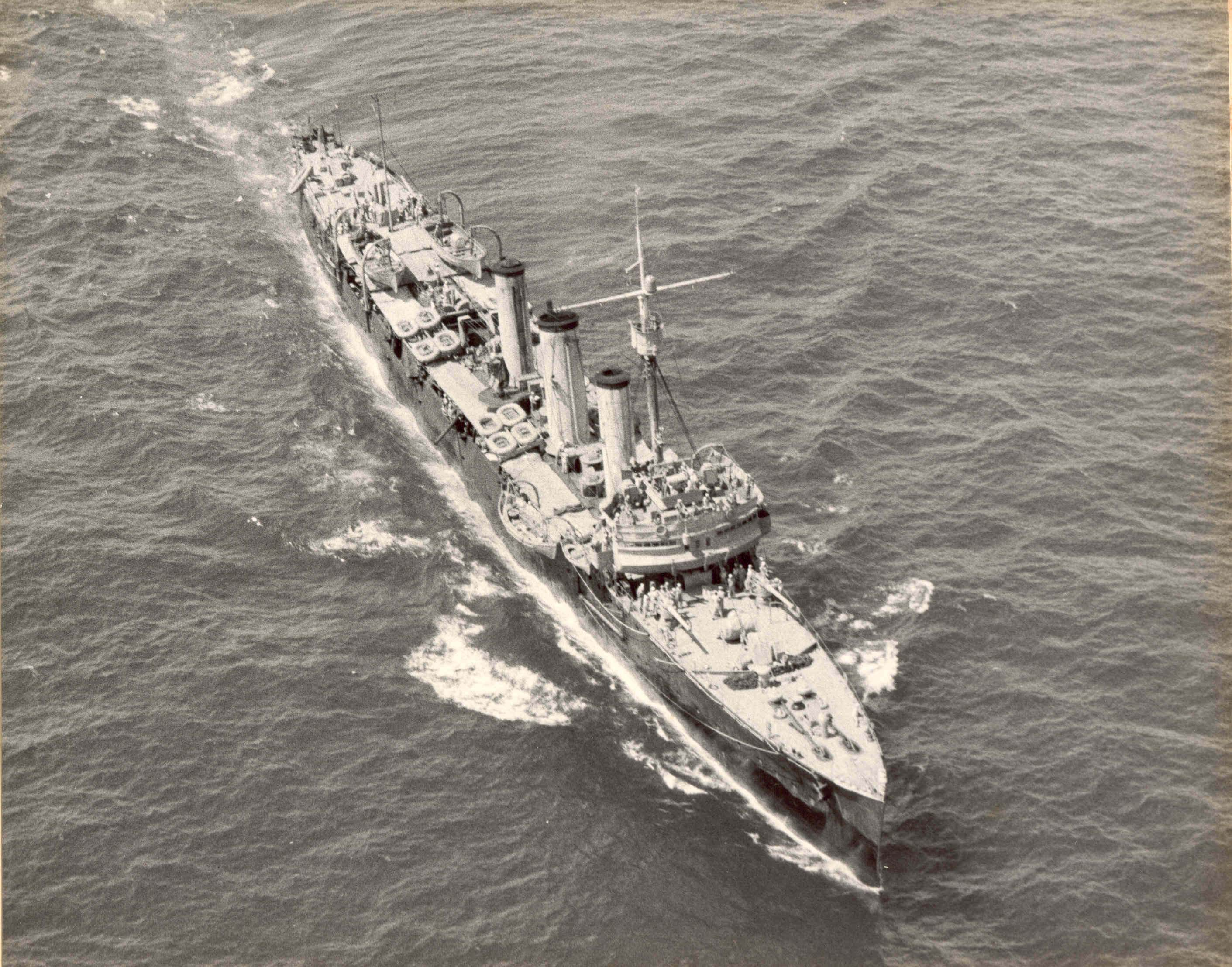
„Bahia” w okresie II wojny światowej

Oba okręty: „Bahia” i „Rio Grande do Sul” weszły do służby w Marynarce Brazylii w 1910 roku. Podczas I wojny światowej Brazylia dołączyła w październiku 1917 roku do wojny po stronie ententy, po czym oba krążowniki patrolowały na południowym Atlantyku i działały w ramach eskadry okrętów brazylijskich przez około trzy miesiące u wybrzeży północno-zachodniej Afryki. W listopadzie 1918 roku „Bahia” działał na Morzu Śródziemnym.
Na przełomie 1925/26 roku okręty zostały zmodernizowane w stoczni Companhia Nacional de Navegacao Costeira w Rio de Janeiro, z pomocą brytyjskiej stoczni Thornycroft. Głównym elementem była wymiana turbin i kotłów na opalane paliwem płynnym, co pociągnęło też zmianę sylwetki z dwukominowej na trzykominową.
Podczas II wojny światowej Brazylia dołączyła po stronie aliantów w sierpniu 1942 roku i krążowniki ponownie były używane do patrolowania na południowym Atlantyku, a latem 1944 roku do eskorty konwojów z zaopatrzeniem dla Brazylijskiego Korpusu Ekspedycyjnego. Okręty poddano w tym czasie modernizacji uzbrojenia i wyposażenia, między innymi otrzymały amerykańskie radary. Od końca 1944 roku okręty służyły na Atlantyku między innymi do zabezpieczania amerykańskiej transatlantyckiej komunikacji lotniczej. Już po zakończeniu wojny w Europie, „Bahia” zatonął 4 lipca 1945 roku na skutek przypadkowego trafienia z własnego działka 20 mm w bomby głębinowe na rufie i następującej eksplozji (zginęło 340 członków załogi, uratowano 36). „Rio Grande do Sul” został wycofany ze służby 8 czerwca 1948 roku.